# Berthe Lassieur
Berthe Lassieur (auch Berthe Sandoz-Lassieur) (* 27. September 1882 in Genf; † 1. Februar 1919 ebenda; Bürgerorte: Le Locle, Les Ponts-de-Martel) war eine schweizerische Künstlerin und Kunstkritikerin.

## Leben
Berthe Lassieur wurde in der Stadt Genf geboren, wo sie die künstlerische Ausbildung begann. Zeitweise lebte sie in Paris und pflegte den Austausch mit den Künstlern im Quartier Montmartre, so etwa mit Paul Signac. 1906 heiratete sie den Schweizer Künstler Alfred Sandoz (1882–1969).
Sie war die treibende Kraft bei der Gründung der Künstlerinnenvereinigung Société Romande des Femmes Peintres et Sculpteurs im Jahr 1902 (heute Schweizerische Gesellschaft Bildender Künstlerinnen). Die Künstlerinnen bildeten diese eigene Organisation, nachdem die Gesellschaft schweizerischer Maler, Bildhauer und Architekten während Jahren die Aufnahme von Frauen abgelehnt hatte.  Berthe Lassieur war bis 1908 die erste Präsidentin der Société Romande des Femmes Peintres et Sculpteurs, Nora Gross (1871–1929) von Lausanne die Vizepräsidentin.
In ihrem eigenen künstlerischen Schaffen widmete sich Berthe Lassieur der Landschaftsmalerei, den Stillleben und dem Porträtieren. Sie nahm Impulse moderner Kunstrichtungen wie etwa des Pointillismus auf und wurde von Schweizer Künstlern wie Cuno Amiet, Giovanni Giacometti und Felix Vallotton beeinflusst.
An der Ausstellung 1911 des Schweizerischen Kunstvereins in Basel nahm sie mit einem Holzschnitt teil (La Procession). An der 13. Schweizerischen Kunstausstellung in Zürich zeigte sie das Bild Quai des Eaux-Vives 16, Genève.
Im Jahr 1919 starb Berthe Sandoz-Lassieur im Alter von 37 Jahren.